# 银河北路街道
银河北路街道，是中华人民共和国河北省廊坊市广阳区下辖的一个乡镇级行政单位。

## 行政区划
银河北路街道下辖以下地区：
西后街社区、北大街社区、丰盛路社区、站前社区、空中花园社区、大官庄社区、康宁街社区和迎春路社区。